# Oasis (musikalbum)
Oasis är titeln på RASA:s första studioalbum, utgivet 1979. Albumet såldes i över 100.000 exemplar i Europa. 

## Låtlista
1. Touchstone
2. Where?
3. Life's Oasis
4. Lotus Flower
5. The Names
6. Feast For The Mind

## Medverkande
- Robert Campagnola (som Vishnupada) - sång, piano
- Stig Sjöberg - piano
- Mats Olausson - orgel, piano
- Carl Klintenberg - bas
- Jan Appelholm - bas
- Mikael Lammgård - bas
- Dattatreya - trummor